# エフセイ・リーベルマン

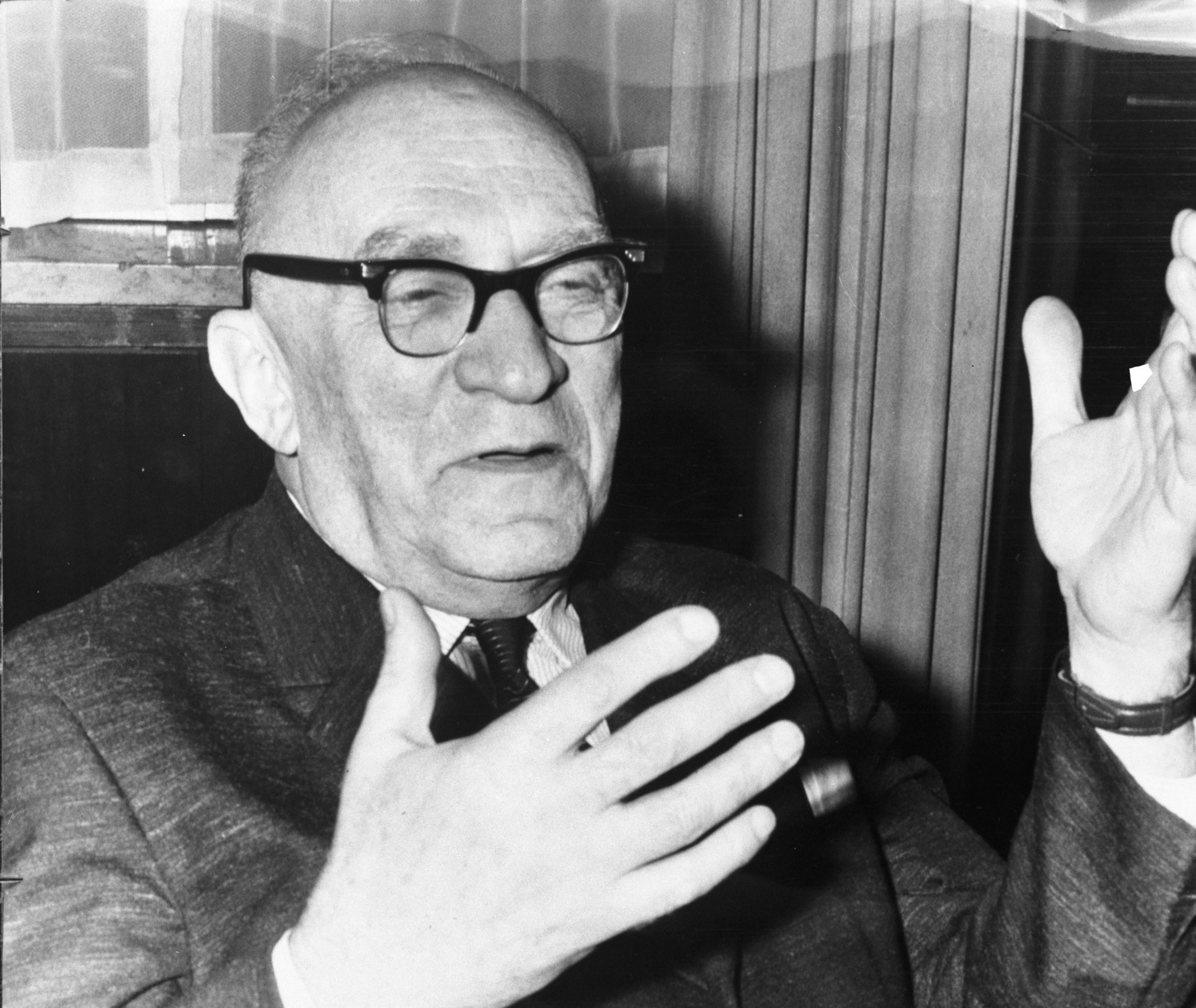
エフセイ・リーベルマン, 1967

エフセイ・グリゴリエヴィチ・リーベルマン（ロシア語: Евсе́й Григо́рьевич Либерма́н イフスィェーイ・グリゴーリイェヴィチュ・リビルマーン、 ウクライナ語: Овсій Григорович Ліберман 、1897年10月2日 - 1981年11月11日）は、ソ連の経済学者。
ロシア帝国のフメリニツキー州（現在のウクライナ・フメリニツキー州）生まれ。ウクライナのスラヴータおよびロシアのモスクワに住み、ハリコフ大学で教鞭をとった。

## 概要
リーベルマンの最も重要な業績は、民主集中制の原則に基づく国家計画の新手法（リーベルマン理論）を提唱したことである。この手法は、上層部から強制的に与えられる指標の数を減らして、企業自体の自主性を高めるというものである。そして大きな利潤を上げた企業や個人に対して高い報奨金を与えることにより労働者の労働意欲を向上させ、経済効率の上昇を図ろうとするものである。利潤の追求を重要視したこの考えは1962年9月にプラウダに寄稿された論文『計画、利潤、および報奨金』によって広く知られるようになり、1964年には当時の最高指導者であるニキータ・フルシチョフ書記長が試験的に報奨金制度を取り入れた。
リーベルマン理論の実践はフルシチョフの失脚後も継続され、1962年9月にはフルシチョフの後任となったレオニード・ブレジネフ書記長がアレクセイ・コスイギン、ニコライ・ポドゴルヌイらとともに計画・管理面における企業分権化を図る経済改革を推し進めた（コスイギン改革）。ただしこの改革においてのリーベルマン理論は本来リーベルマンが提唱したものとは異なり、報奨金の対象は企業に限定された。リーベルマン理論が本格的に実施されたのは1966年に入ってからであったが、1968年には改革自体が頓挫した。
リーベルマンの主な業績に、『産業企業の均衡の構造』（1948年）、『社会主義的企業の収益性向上の手段』（1956年）、『資源の使用の解析』（1963年）、『ソビエト経済のための計画と利潤』（1965年）、『社会主義の計画』（1967年）がある。